# Gamma Pictoris
Gamma Pictoris (γ Pictoris, förkortat Gamma Pic, γ Pic) som är stjärnans Bayerbeteckning, är en ensam stjärna belägen i den mellersta delen av stjärnbilden Målaren. Den har en skenbar magnitud på 4,50 och är svagt synlig för blotta ögat. Baserat på parallaxmätning inom Hipparcosuppdraget på ca 18,5 mas, beräknas den befinna sig på ett avstånd på ca 177 ljusår (ca 54 parsek) från solen.

## Egenskaper
Gamma Pictoris är en orange till röd jättestjärna av spektralklass K1 III. Den har en massa som är omkring 60 procent större än solens massa, en radie som är ca 11 gånger större än solens och utsänder från dess fotosfär ca 61 gånger mera energi än solen vid en effektiv temperatur på ca 4 600 K.